# Mr. Morale & the Big Steppers
《Mr. Morale & the Big Steppers》는 미국의 래퍼 켄드릭 라마의 다섯 번째 정규 음반이다. 2017년 《DAMN.》 이후 5년 만의 새 정규 음반으로, 2022년 5월 13일 발매되었다. PG랭과 탑 독 엔터테인먼트에서 공동으로 발매되었으며, 라마는 이번이 탑 독 엔터테인먼트와의 마지막 작품이 될 것이라고 언급했다.

## 배경
2021년 8월 20일 라마는 블로그 포스트에 탑 독 엔터테인먼트 레이블에서의 마지막 음반을 프로듀싱하는 과정에 있다고 밝히며 아래의 글을 작성했다.
나는 하루의 대부분을 무의미한 생각으로 보낸다. 작곡하기. 듣기. 그리고 오래된 비치 크루저 자전거 모으기. 아침의 자전거 타기는 나를 침묵의 언덕 위에 올려 놓고 있다. 전화를 사용하지 않은지도 몇 달이 지났다. 사랑, 상길, 그리고 슬픔이 나의 편안함을 어지럽혔지만 신의 빛이 나의 음악과 가족을 통해 말을 한다. 내 주변 세상이 진화하는 동안 나는 무엇이 가장 중요한지 되돌아보았다. 마지막 탑 독 엔터테인먼트에서의 음반을 프로듀싱하면서, 17년동안 문화의 일부가 된 것에 기쁨을 느낀다. 분투. 성공. 그리고 가장 중요한 것은 형제애. 신께서 부디 탑 도그를 바른 창작자들의 그릇으로서 사용하길 바란다. 내 삶의 부름을 추구하면서 완성 안에는 아름다움이 있는 걸 알게 되었다. 그리고 미지 속에 믿음이 있다는 것도. 그동안 나를 계속 생각해준 것에 감사함을 보낸다. 나는 당신 모두를 위해 기도했다. 조만간 만나길 기대한다.
2022년 4월 18일, 라마는 PG랭을 통해 음반의 이름과 발매가 2022년 5월 13일에 이루어질 것이라는 사실을 공개하였다. 또한 웹사이트에는 399개의 빈 컴퓨터 폴더가 담긴 "The Heart"라는 이름의 새 페이지가 올라왔으며, 〈The Heart Part 5〉를 발매할 것을 암시했다.
2022년 5월 3일, 라마는 음반의 티저 사진을 올렸으며, 음반이 완성되었다는 점을 알렸다.
2022년 5월 8일, 라마의 다섯 번째 〈The Heart〉 시리즈인 〈The Heart Part 5〉가 뮤직 비디오와 함께 공개되었다.